# Oktogon (Budapešť)

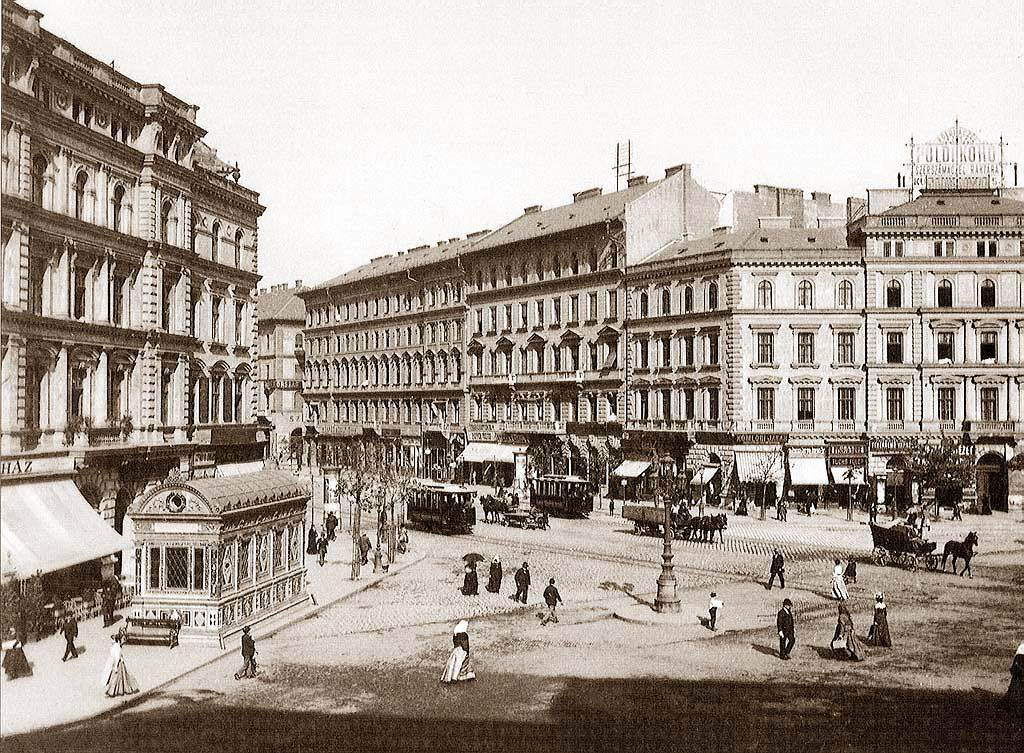
Náměstí Oktogon v roce 1896

Oktogon (doslova „osmiúhelník“) je jedno z budapešťských náměstí nacházející se v městské části Terézváros. Nachází se na křižovatce ulic Nagykörút a Andrássyho třídy a své jméno získalo díky svému osmiúhelníkovému tvaru. Budovy přiléhající k náměstí jsou dílem architekta Antala Szkalnitzkého.
Pod náměstím se nachází stejnojmenná stanice budapešťského metra.